# Afrikanska mästerskapen i fäktning 1991
Afrikanska mästerskapen i fäktning 1991 arrangerades mellan den 2 och 5 december 1991 i Kairo i Egypten. Det var den första upplagan av afrikanska mästerskapen i fäktning.

## Medaljörer

### Herrar
| Gren                  | Guld                 | Silver         | Brons         |
| Florett, individuellt | Mohamed El-Sayed     | Bizk Ali Fahmy | Aemaan Mouner |
| Värja, individuellt   | Mohamed El-Motawakel | Maged Shaker   | Ahmed Hassan  |
| Florett, lag          | Egypten              | Tunisien       | Marocko       |
| Värja, lag            | Egypten              | Tunisien       | Marocko       |

## Medaljtabell
*   Värdland ( Egypten)
| Nr                  | Nation              | Guld | Silver | Brons | Totalt |
| ------------------- | ------------------- | ---- | ------ | ----- | ------ |
| 1                   | Egypten*            | 4    | 2      | 2     | 8      |
| 2                   | Tunisien            | 0    | 2      | 0     | 2      |
| 3                   | Marocko             | 0    | 0      | 2     | 2      |
| Totalt (3 nationer) | Totalt (3 nationer) | 4    | 4      | 4     | 12     |